# 名古屋市道名古屋環状線

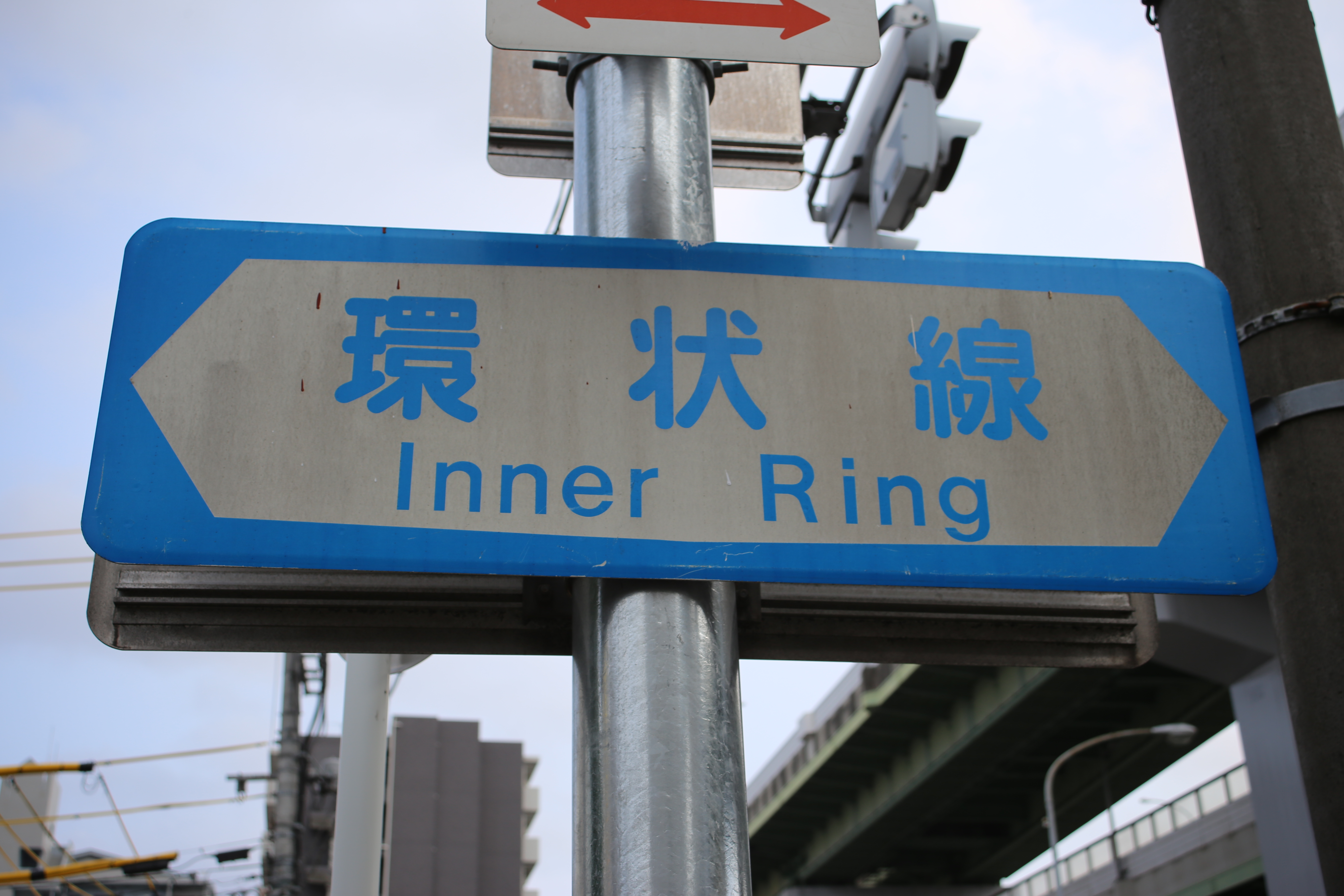
環状線の道路案内標識

名古屋市道名古屋環状線（なごやしどうなごやかんじょうせん）とは、愛知県名古屋市内を環状で結ぶ、主要地方道たる名古屋市の市道である。

## 概要
環状路線ではあるが一部区間（後述の重複区間を参照）が他の道路と重複しており、連続はしていない。東部の南北に走る区間の地下を地下鉄が並走するなど道幅も広く、全体的に交通量は多い。
英語での案内は内環状線を意味する「Inner Ring」となっているが、これは外側に環状2号と呼ばれる国道302号（名古屋環状2号線）や愛知県道59号名古屋中環状線、愛知県道451号名古屋外環状線があるためである。

## 路線データ

### 延長
- 総延長：34754.88m[1]
- 重用延長：8560.14m[1]
- 未供用延長：[1]
- 実延長：26194.74m[1]
- 規格改良済み延長：26194.74m[1]
- 未改良延長：[1]

### 重複区間
- 愛知県道225号名古屋東港線
  - 大江町交差点～竜宮町交差点
- 国道23号（名四国道）
  - 竜宮IC～築地口IC
- 国道154号
  - 築地口東交差点～築地口交差点
- 愛知県道227号港中川線
  - 築地口交差点～築三町交差点
- 名古屋市道金城埠頭線（金城ふ頭線）
  - 築地口交差点～築三町交差点
- 愛知県道115号津島七宝名古屋線
  - 長良町3丁目交差点～黄金跨線橋北交差点
- 国道22号
  - 上更交差点～康生通2丁目交差点
- 愛知県道15号名古屋多治見線
  - 東大曽根交差点～矢田5丁目交差点
- 愛知県道55号名古屋半田線
  - 北頭交差点～大江町交差点

### 橋梁
- 個数：5[1]
- 延長：271.20m[1]

### 車道幅
- 5.5m未満：[1]
- 5.5m以上：133.60m[1]
- 13.0m以上：1050.48m[1]
- 19.5m以上：25010.66m[1]

## 路線状況

### 主な別名・愛称
- 全区間
  - 環状線（名古屋市港区、中川区、中村区、西区、北区、東区、千種区、昭和区、瑞穂区、南区、港区）
- 港区
  - 中之島通、小割通
- 中川区
  - 小碓通、太平通、五月南通、五月通
- 中村区
  - 黄金通、則武通
- 西区
  - 藤ノ宮通、康生通、秩父通
- 北区
  - 城見通、志賀南通、志賀通、若葉通
- 千種区
  - 都通、千種通
- 昭和区
  - 阿由知通
- 瑞穂区
  - 瑞穂通
- 南区
  - 新郊通、前浜通、　港東通

### 利用状況
交通量
| 地点                | 12時間            | 24時間            |
| 地点                | 2005年度⇒2010年度 | 2005年度⇒2010年度 |
| 港区中之島通3丁目   | 10,847台⇒ 9,495台 | 15,186台⇒12,723台 |
| 港区砂美町          | 26,999台⇒26,977台 | 37,799台⇒36,149台 |
| 中川区小碓通5丁目   | 28,227台⇒27,635台 | 39,518台⇒37,031台 |
| 中川区太平通3丁目   | 33,860台⇒32,140台 | 47,008台⇒45,012台 |
| 中村区黄金通2丁目   | 34,328台⇒32,267台 | 48,059台⇒43,238台 |
| 中村区則武本通2丁目 | 29,590台⇒30,874台 | 41,426台⇒41,371台 |
| 西区藤ノ宮通3丁目   | 29,745台⇒32,295台 | 41,643台⇒43,275台 |
| 西区秩父通2丁目     | 30,100台⇒25,049台 | 42,140台⇒33,566台 |
| 北区城見通3丁目     | 29,998台⇒22,661台 | 41,997台⇒30,366台 |
| 北区若葉通2丁目     | 22,215台⇒20,989台 | 31,101台⇒28,125台 |
| 千種区松軒一丁目    | 21,629台⇒23,792台 | 30,281台⇒31,881台 |
| 昭和区阿由知通2丁目 | 27,616台⇒28,566台 | 38,662台⇒38,278台 |
| 南区駈上二丁目      | 29,233台⇒28,655台 | 40,926台⇒38,398台 |
| 南区前浜通3丁目     | 25,358台⇒22,500台 | 35,501台⇒30,150台 |

## 地理

### 通過する行政区
- 全線が愛知県名古屋市
  - 港区 - 中川区 - 中村区 - 西区 - 北区 - 東区 - 千種区 - 昭和区 - 瑞穂区 - 南区 - 港区

### 交差する道路
| 接続する道路                                                   | 接続する場所 | 接続する場所                                    | 接続する場所                                    | 接続する場所                                                              |
| -------------------------------------------------------------- | ------------ | ----------------------------------------------- | ----------------------------------------------- | ------------------------------------------------------------------------- |
| 全ての座標を示した地図 - OSM 全座標を出力 - KML 表示           |              |                                                 |                                                 |                                                                           |
| 名古屋市道金城埠頭線（金城ふ頭線）                             | 港区         | （築地口交差点 - 築三町交差点で重複）           | （築地口交差点 - 築三町交差点で重複）           |                                                                           |
| 愛知県道227号港中川線                                          | 港区         | （築地口交差点 - 築三町交差点で重複）           | （築地口交差点 - 築三町交差点で重複）           |                                                                           |
| 国道23号（名四国道）                                           | 港区         | 名四町                                          | 名四町交差点                                    | 北緯35度6分4.1秒 東経136度52分14.1秒 / 北緯35.101139度 東経136.870583度   |
| 名古屋市道東海橋線（東海通）                                   | 港区         | 川西通                                          | 競馬場前交差点                                  | 北緯35度6分49秒 東経136度52分10.2秒 / 北緯35.11361度 東経136.869500度     |
| 国道1号                                                        | 中川区       | 昭和橋通                                        | 昭和橋通3丁目交差点                             | 北緯35度7分29.6秒 東経136度52分8.8秒 / 北緯35.124889度 東経136.869111度   |
| 愛知県道29号弥富名古屋線（八熊通）                             | 中川区       | 太平通                                          | 松葉公園交差点                                  | 北緯35度8分26.4秒 東経136度52分14.3秒 / 北緯35.140667度 東経136.870639度  |
| 名古屋市道愛知名駅南線（大須通）                               | 中川区       | 五月通                                          | 黄金跨線橋南交差点                              | 北緯35度9分20.2秒 東経136度52分23.3秒 / 北緯35.155611度 東経136.873139度  |
| 愛知県道115号津島七宝名古屋線                                  | 中村区       | （黄金跨線橋南交差点 - 同跨線橋北交差点で重複） | （黄金跨線橋南交差点 - 同跨線橋北交差点で重複） |                                                                           |
| 愛知県道68号名古屋津島線（太閤通）                             | 中村区       | 太閤通                                          | 太閤通3丁目交差点                               | 北緯35度10分3.5秒 東経136度52分20.7秒 / 北緯35.167639度 東経136.872417度  |
| 愛知県道200号名古屋甚目寺線（外堀通）                          | 中村区       | 本陣通                                          | 本陣通2丁目交差点                               | 北緯35度10分39.2秒 東経136度52分22.5秒 / 北緯35.177556度 東経136.872917度 |
| 名駅通                                                         | 西区         | 栄生                                            | 栄生駅前交差点                                  | 北緯35度11分0.4秒 東経136度52分26秒 / 北緯35.183444度 東経136.87389度     |
| 国道22号（菊ノ尾通）、愛知県道67号名古屋祖父江線（美濃街道）   | 西区         | 栄生                                            | 上更交差点                                      | 北緯35度11分16.1秒 東経136度52分32.3秒 / 北緯35.187806度 東経136.875639度 |
| 国道22号（名岐バイパス）                                       | 西区         | （上更交差点 - 康生通2丁目交差点で重複）        | （上更交差点 - 康生通2丁目交差点で重複）        |                                                                           |
| 愛知県道63号名古屋江南線（名草線）、名古屋市道江川線（江川線） | 西区         | 浄心本通                                        | 秩父通交差点                                    | 北緯35度11分49.5秒 東経136度53分25.9秒 / 北緯35.197083度 東経136.890528度 |
| 大津通                                                         | 北区         | 城見通                                          | 城見通2丁目交差点                               | 北緯35度11分49.8秒 東経136度54分11.6秒 / 北緯35.197167度 東経136.903222度 |
| 国道41号（空港線）                                             | 北区         | 志賀南通                                        | 黒川交差点                                      | 北緯35度11分49.8秒 東経136度54分43.8秒 / 北緯35.197167度 東経136.912167度 |
| 愛知県道102号名古屋犬山線（防衛道路）                          | 北区         | 志賀南通                                        | 志賀橋交差点                                    | 北緯35度11分49.6秒 東経136度54分54.6秒 / 北緯35.197111度 東経136.915167度 |
| 国道19号（下街道）                                             | 北区         | 山田                                            | 平安2丁目交差点                                 | 北緯35度11分37.7秒 東経136度56分2.5秒 / 北緯35.193806度 東経136.934028度  |
| 愛知県道15号名古屋多治見線（葵町線）                           | 北区         | （東大曽根交差点 - 矢田5丁目交差点で重複）      | （東大曽根交差点 - 矢田5丁目交差点で重複）      |                                                                           |
| 愛知県道216号大曽根停車場線                                    | 北区         | 大曽根                                          | 東大曽根交差点                                  | 北緯35度11分33秒 東経136度56分10.4秒 / 北緯35.19250度 東経136.936222度    |
| 愛知県道61号名古屋瀬戸線（瀬戸街道）                           | 東区         | 矢田                                            | 矢田5丁目交差点                                 | 北緯35度11分27.7秒 東経136度56分37.3秒 / 北緯35.191028度 東経136.943694度 |
| 愛知県道215号田籾名古屋線（出来町通）                          | 東区         | 古出来                                          | 古出来町交差点                                  | 北緯35度10分53.4秒 東経136度56分26.7秒 / 北緯35.181500度 東経136.940750度 |
| 名古屋市道都通布池線（桜通）                                   | 千種区       | 内山                                            | 内山町交差点                                    | 北緯35度10分16.6秒 東経136度56分15.4秒 / 北緯35.171278度 東経136.937611度 |
| 錦通                                                           | 千種区       | 今池                                            | 今池北交差点                                    | 北緯35度10分11.9秒 東経136度56分14秒 / 北緯35.169972度 東経136.93722度    |
| 愛知県道60号名古屋長久手線（広小路通）                         | 千種区       | 今池                                            | 今池交差点                                      | 北緯35度10分8.5秒 東経136度56分13.1秒 / 北緯35.169028度 東経136.936972度  |
| 国道153号（若宮大通）                                          | 千種区       | 千種通                                          | 中道交差点                                      | 北緯35度9分33.2秒 東経136度56分7.1秒 / 北緯35.159222度 東経136.935306度   |
| 愛知県道56号名古屋岡崎線（飯田街道）                           | 千種区       | 千種通                                          | 阿由知通1丁目交差点                             |                                                                           |
| 名古屋市道山王線（山王通）                                     | 昭和区       | 阿由知通                                        | 御器所通交差点                                  | 北緯35度8分58.4秒 東経136度56分1秒 / 北緯35.149556度 東経136.93361度      |
| 愛知県道29号弥富名古屋線（八熊通）                             | 昭和区       | 桜山町                                          | 桜山交差点                                      | 北緯35度8分27秒 東経136度55分59.9秒 / 北緯35.14083度 東経136.933306度     |
| 山手グリーンロード                                             | 瑞穂区       | 瑞穂通                                          | 瑞穂運動場西交差点                              | 北緯35度7分28.1秒 東経136度56分8秒 / 北緯35.124472度 東経136.93556度      |
| 愛知県道221号岩崎名古屋線（妙音通、弥富通）                    | 瑞穂区       | 洲山町                                          | 新瑞橋交差点                                    | 北緯35度7分3.7秒 東経136度56分11.7秒 / 北緯35.117694度 東経136.936583度   |
| 名古屋市道東海橋線（東海通）                                   | 南区         | 桜本町                                          | 桜本町1丁目交差点                               | 北緯35度6分25.7秒 東経136度56分11.1秒 / 北緯35.107139度 東経136.936417度  |
| 愛知県道222号緑瑞穂線（旧東海道）                              | 南区         | 笠寺町西之門                                    | 笠寺西門交差点                                  | 北緯35度5分59秒 東経136度56分6.2秒 / 北緯35.09972度 東経136.935056度      |
| 国道1号                                                        | 南区         | 前浜通                                          | 前浜通交差点                                    | 北緯35度5分38.1秒 東経136度55分45.9秒 / 北緯35.093917度 東経136.929417度  |
| 国道23号（名四国道）                                           | 南区         | 弥次ヱ町                                        | 北頭交差点                                      |                                                                           |
| 国道247号                                                      | 南区         | 港東通                                          | 港東通交差点                                    | 北緯35度5分27.5秒 東経136度54分48.9秒 / 北緯35.090972度 東経136.913583度  |
| 愛知県道55号名古屋半田線                                       | 南区         | （北頭交差点 - 大江町交差点で重複）             | （北頭交差点 - 大江町交差点で重複）             |                                                                           |
| 愛知県道225号名古屋東港線                                      | 港区         | （大江町交差点 - 竜宮町交差点で重複）           | （大江町交差点 - 竜宮町交差点で重複）           |                                                                           |
| 名古屋市道大江中線                                             | 港区         | 大江町                                          | 大江町交差点                                    | 北緯35度5分19.9秒 東経136度53分53.9秒 / 北緯35.088861度 東経136.898306度  |
| 国道23号（名四国道）                                           | 港区         | （竜宮IC - 築地口ICで重複）                     | （竜宮IC - 築地口ICで重複）                     |                                                                           |
| 国道154号                                                      | 港区         | （築地口東交差点 ‐ 築地口交差点で重複）         | （築地口東交差点 ‐ 築地口交差点で重複）         |                                                                           |
| 名古屋市道江川線（江川線）                                     | 港区         | 港陽                                            | 築地口交差点                                    | 北緯35度5分56.8秒 東経136度52分58.9秒 / 北緯35.099111度 東経136.883028度  |
| 全ての座標を示した地図 - OSM                                   |              |                                                 |                                                 |                                                                           |
| 全座標を出力 - KML                                             |              |                                                 |                                                 |                                                                           |
| 表示                                                           |              |                                                 |                                                 |                                                                           |

### 周辺施設
名古屋市の16区役所のうち、昭和、瑞穂、南の3区役所が名古屋環状線に面して設置されている。2022年までは中村区役所も面して設置されていたが、2023年1月に移転した。
中川区と中村区を結ぶ黄金跨線橋もこの道路上にあり、名四国道の寛政インターチェンジから黄金跨線橋まではこの道路はほぼ一直線である。
他の主な周辺施設は以下のとおり。
- 名古屋競馬場（弥富市に移転）
- 愛知県武道館
- 名古屋市立工業高等学校
- トヨタ産業技術記念館
- ナゴヤドーム（バンテリンドームナゴヤ）
- 千種郵便局
- 吹上ホール
- 昭和郵便局
- 名古屋市立大学病院
- 名古屋市博物館
- 名古屋市総合体育館（日本ガイシスポーツプラザ）

### 沿線に所在する主な鉄道駅
- 黄金駅（近鉄名古屋線）
- 太閤通駅（名古屋市営地下鉄桜通線）
- 栄生駅（名鉄名古屋本線）
- 黒川駅（名古屋市営地下鉄名城線）
- 平安通駅（名古屋市営地下鉄名城線・上飯田線）
- 大曽根駅（JR中央本線、名鉄瀬戸線、名古屋市営地下鉄名城線）
- ナゴヤドーム前矢田駅（名古屋市営地下鉄名城線）
- 砂田橋駅（名古屋市営地下鉄名城線）
- 今池駅（名古屋市営地下鉄東山線・桜通線）
- 御器所駅（名古屋市営地下鉄鶴舞線・桜通線）
- 新瑞橋駅（名古屋市営地下鉄名城線・桜通線）
- 桜本町駅（名古屋市営地下鉄桜通線）
- 本笠寺駅（名鉄名古屋本線）
- 東名古屋港駅（名鉄築港線）

1974年までは、東部の区間に名古屋市電（循環北線・循環東線・笠寺線・笠寺延長線・東臨港線）が敷設されていた。市電廃止から20年後の1994年に名古屋市営地下鉄桜通線の今池 - 桜本町の区間が地下に建設された。

## ギャラリー
- 黄金跨線橋（中川区-中村区・2014年9月）
- 名鉄病院藤ノ宮歩道橋（西区・2013年8月）
- 黒川交差点（北区・2014年6月）
- 平安通交差点（北区・2014年6月）
- 三ヶ日みかん千種歩道橋（千種区・2013年12月）
- 桜山交差点を望む（瑞穂区・2021年5月）
- 瑞穂通方面を望む（瑞穂区・2021年5月）